# Isabel Torres (actriz)
Isabel Torres Rodríguez (Las Palmas de Gran Canaria, 14 de julio de 1969 - 11 de febrero de 2022) fue una presentadora de televisión y radio, tertuliana y actriz española. También fue empresaria y activista por los derechos las personas LGBT.

## Carrera
En 2005 fue la primera candidata transexual a Reina del Carnaval de Las Palmas de Gran Canaria, así como la primera transexual canaria que en 1996 pudo adecuar su DNI a su identidad sexual. Al año siguiente fue portada de la revista Interviú.
Participó en programas de televisión como Channel Nº 4, El programa de Ana Rosa o DEC. También presentó en 2010 el programa veraniego de Antena 3 Canarias Nos vamos pa la playa. Su primer trabajo en una serie de televisión fue un papel protagónico en Veneno de Atresmedia, creada por Javier Ambrossi y Javier Calvo sobre la vida de Cristina La Veneno. Por este papel televisivo recibió el Premio Ondas 2020 en la categoría de Mejor intérprete femenina en ficción nacional.
En marzo de 2020 anunció que sufría de cáncer de pulmón con metástasis en huesos. Fue nombrada embajadora del Grupo Canario de Cáncer de Pulmón en ese mismo año.
El 12 de diciembre de 2020 recibió el Premio Charter 100 Gran Canaria, como reconocimiento a su carrera profesional en radio y televisión.
En enero de 2021 anunció que sufrió una recaída de su enfermedad, y fue tratada en el Hospital Universitario Insular de Gran Canaria. En el mismo año, asisitió a una gala donde fue nombrada junto a su compañera Lola Rodríguez como "Hija Predilecta de Las Palmas de Gran Canaria". El 15 de noviembre de ese año publicó en su cuenta de instagram su último vídeo, donde narraba que le habían diagnosticado dos meses de vida. Cinco días después fue invitada al programa Sábado Deluxe, donde María Patiño y Lydia Lozano le entregaron su premio Ondas que no había podido recoger en ese momento debido al empeoramiento de su enfermedad.
Falleció en Las Palmas de Gran Canaria el 11 de febrero de 2022 mientras dormía y al lado de su familia.

## Filmografía

### Cine
| Año  | Título              | Papel   | Notas                            |
| ---- | ------------------- | ------- | -------------------------------- |
| 1996 | Fotos               |         | Papel secundario                 |
| 2008 | Camino a la locura  |         | Largometraje                     |
| 2010 | Los brazos de Venus | Denisse | Cortometraje                     |
| 2022 | 8 Años              | Thora   | Largometraje. En postproducción. |

### Televisión
| Año  | Título                  | Papel              |
| ---- | ----------------------- | ------------------ |
| 2005 | El programa de Ana Rosa | Invitada           |
| 2010 | Nos vamos pa la playa   | Presentadora       |
| 2020 | Gente maravillosa       | Invitada           |
| 2020 | Veneno                  | Cristina La Veneno |
| 2021 | Sábado Deluxe           | Invitada           |

## Premios y honores
- Hija Predilecta de Las Palmas de Gran Canaria, 23 de junio del 2021.

| Año  | Premiación           | Categoría                                     | Trabajo | Resultado | Ref.   |
| ---- | -------------------- | --------------------------------------------- | ------- | --------- | ------ |
| 2020 | Premios Ondas        | Mejor intérprete femenino en ficción nacional | Veneno  | Ganadora  | [ 15 ] |
| 2020 | Premios HOY Magazine | Mejor actriz del año 2020                     | Veneno  | Ganadora  | [ 26 ] |